# Campionato Carioca 2021
Il Campionato Carioca 2021 è stata la 123ª edizione del Campionato Carioca.

## Squadre partecipanti
| Squadra       | Allenatore                                                               |
| ------------- | ------------------------------------------------------------------------ |
| Bangu         | Marcelo Marelli                                                          |
| Boavista-RJ   | Leandrão                                                                 |
| Botafogo      | Marcelo Chamusca                                                         |
| Flamengo      | - Maurício Souza - Rogério Ceni                                          |
| Fluminense    | - Ailton Ferraz - Roger Machado                                          |
| Macaé         | - Eduardo Allax - Charles de Almeida - Dário Lourenço - Luciano Lamóglia |
| Madureira     | - Toninho Andrade - Alfredo Sampaio                                      |
| Nova Iguaçu   | Carlos Vitor                                                             |
| Portuguesa-RJ | Felipe Surian                                                            |
| Resende       | Sandro Sargentim                                                         |
| Vasco da Gama | - Siston - Marcelo Cabo                                                  |
| Volta Redonda | Neto Colucci                                                             |

## Primo Turno
La fase preliminare definirà la squadra che parteciperà alla fase principale del Campionato e le cinque società retrocesse in Serie A2 del 2021. Il sistema di questa disputa sarà a punti, a turno e in cambio.
|  | Pos. | Squadra           | Pt | G  | V | N | P | GF | GS | DR  |
|  | ---- | ----------------- | -- | -- | - | - | - | -- | -- | --- |
|  | 1    | Nova Iguaçu       | 22 | 10 | 7 | 1 | 1 | 12 | 5  | +7  |
|  | 2    | Cabofriense       | 21 | 10 | 6 | 3 | 1 | 17 | 10 | +7  |
|  | 3    | Sampaio Corrêa-RJ | 14 | 10 | 4 | 2 | 4 | 10 | 9  | +1  |
|  | 4    | America-RJ        | 12 | 10 | 2 | 6 | 2 | 12 | 13 | –1  |
|  | 5    | Americano         | 10 | 10 | 3 | 1 | 6 | 13 | 17 | –4  |
|  | 6    | Friburguense      | 2  | 10 | 0 | 2 | 8 | 11 | 20 | –10 |

|                   | AME  | AMO  | CAB  | FRI  | NOV  | SAM  |
| ----------------- | ---- | ---- | ---- | ---- | ---- | ---- |
| America           | –––– | 3-1  | 1-1  | 4-4  | 1-1  | 1-1  |
| Americano         | 3-0  | –––– | 3-2  | 2-1  | 1-3  | 1-2  |
| Cabofriense       | 0-0  | 2-1  | –––– | 2-1  | 1-0  | 2-1  |
| Friburguense      | 1-2  | 1-1  | 2-5  | –––– | 0-1  | 1-2  |
| Nova Iguacu       | 1-0  | 1-0  | 1-1  | 1-0  | –––– | 1-0  |
| Sampaio Correa-RJ | 0-0  | 2-0  | 0-1  | 1-0  | 1-2  | –––– |

## Fase Campionato

### Taça Guanabara
| Pos. | Squadra       | Pt | G  | V | N | P  | GF | GS | DR  |
| ---- | ------------- | -- | -- | - | - | -- | -- | -- | --- |
| 1    | Flamengo      | 23 | 11 | 7 | 2 | 2  | 23 | 10 | +13 |
| 2    | Fluminense    | 22 | 11 | 7 | 1 | 3  | 20 | 11 | +9  |
| 3    | Portuguesa-RJ | 21 | 11 | 6 | 3 | 2  | 18 | 13 | +5  |
| 4    | Volta Redonda | 21 | 11 | 6 | 3 | 2  | 18 | 13 | +5  |
| 5    | Vasco da Gama | 17 | 11 | 4 | 5 | 2  | 21 | 15 | +6  |
| 6    | Nova Iguaçu   | 15 | 11 | 4 | 3 | 4  | 16 | 15 | +1  |
| 7    | Botafogo      | 15 | 11 | 3 | 6 | 2  | 14 | 9  | +5  |
| 8    | Madureira     | 15 | 11 | 3 | 6 | 2  | 13 | 16 | –3  |
| 9    | Resende       | 11 | 11 | 3 | 2 | 6  | 11 | 21 | –10 |
| 10   | Boavista-RJ   | 11 | 11 | 2 | 5 | 4  | 14 | 16 | –2  |
| 11   | Bangu         | 6  | 11 | 1 | 3 | 7  | 5  | 18 | –13 |
| 12   | Macaé         | 1  | 11 | 0 | 1 | 10 | 6  | 29 | –23 |

|               | BAN  | BOA  | BOT  | FLA  | FLU  | MAC    | MAD  | NOV  | POR  | RES  | VAS  | VRE  |
| ------------- | ---- | ---- | ---- | ---- | ---- | ------ | ---- | ---- | ---- | ---- | ---- | ---- |
| Bangu         | –––– | –––– | 0-0  | –––– | 0-1  | ––––   | –––– | 0-1  | –––– | 0-0  | –––– | 1-1  |
| Boavista      | 2-0  | –––– | –––– | 1-1  | 0-2  | 1-1    | –––– | 1-2  | –––– | –––– | 2-2  | –––– |
| Botafogo      | –––– | 0-0  | –––– | 0-2  | –––– | 4-0    | 1-1  | –––– | 1-1  | 3-0  | –––– | –––– |
| Flamengo      | 3-0  | –––– | –––– | –––– | 0-1  | ––––   | –––– | 1-0  | –––– | 4-1  | 1-3  | 2-1  |
| Fluminense    | –––– | –––– | 1-0  | –––– | –––– | ––––-> | 4-1  | 3-1  | 0-3  | –––– | 1-1  | 2-3  |
| Macaé         | 0-1  | –––– | –––– | 0-2  | 0-4  | ––––   | –––– | 1-3  | –––– | 1-3  | –––– | –––– |
| Madureira     | 1-0  | 0-0  | –––– | 1-5  | –––– | 4-2    | –––– | –––– | 1-1  | 0-0  | –––– | –––– |
| Nova Iguaçu   | –––– | –––– | 1-2  | –––– | –––– | ––––   | 0-0  | –––– | 0-0  | 4-2  | 2-2  | –––– |
| Portuguesa    | 5-1  | 4-2  | –––– | 2-2  | –––– | 3-0    | –––– | –––– | –––– | –––– | –––– | 0-1  |
| Resende       | –––– | 1-4  | –––– | –––– | 2-1  | ––––   | –––– | –––– | 0-1  | –––– | 1-3  | 1-0  |
| Vasco da Gama | 4-2  | –––– | 1-1  | –––– | –––– | 3-1    | 2-2  | –––– | 0-1  | –––– | –––– | –––– |
| Volta Redonda | –––– | 3-1  | 2-2  | –––– | –––– | 1-0    | 2-2  | 3-2  | –––– | –––– | 1-0  | –––– |

### Taça Rio
|  | Semifinali    | Semifinali    | Semifinali | Semifinali | Semifinali |  |  | Finale        | Finale        | Finale | Finale | Finale |  |
|  |               |               |            |            |            |  |  |               |               |        |        |        |  |
|  | Vasco da Gama | Vasco da Gama | 0          | 2          | 2          |  |  |               |               |        |        |        |  |
|  | Madureira     | Madureira     | 1          | 1          | 2          |  |  | Vasco da Gama | Vasco da Gama | 1      | 0      | 1 (3)  |  |
|  | Nova Iguaçu   | Nova Iguaçu   | 0          | 0          | 0          |  |  | Botafogo      | Botafogo      | 0      | 1      | 1 (0)  |  |
|  | Botafogo      | Botafogo      | 0          | 1          | 1          |  |  |               |               |        |        |        |  |

## Fase Finale
|  | Semifinali    | Semifinali    | Semifinali | Semifinali | Semifinali |  |  | Finale     | Finale     | Finale | Finale | Finale |  |
|  |               |               |            |            |            |  |  |            |            |        |        |        |  |
|  | Flamengo      | Flamengo      | 3          | 4          | 7          |  |  |            |            |        |        |        |  |
|  | Volta Redonda | Volta Redonda | 0          | 1          | 1          |  |  | Flamengo   | Flamengo   | 1      | 3      | 4      |  |
|  | Fluminense    | Fluminense    | 1          | 3          | 4          |  |  | Fluminense | Fluminense | 1      | 1      | 2      |  |
|  | Portuguesa-RJ | Portuguesa-RJ | 1          | 1          | 2          |  |  |            |            |        |        |        |  |